# Trotten
Trotten (luxemburgisch Trattenⓘ, französisch Troine) ist eine Ortschaft in der Gemeinde Wintger, Kanton Clerf im Großherzogtum Luxemburg.

## Lage
Trotten liegt im Westen der Gemeine Wintger direkt an der luxemburgisch-belgischen Grenze. Nachbarorte sind im Norden Buret (Beirig), welches bereits zu Belgien gehört, im Osten Crendal und im Süden Trottenerstraße. Durch den Ort verläuft die CR 332 und 333.

## Allgemeines
Trotten ist ein ländlich geprägtes Dorf und wird von Feldern umgeben. Vor der Gemeindefusion am 1. Januar 1977 gehörte das Dorf zur Gemeinde Bögen. Einzige Sehenswürdigkeit ist die kath. Filialkirche St. Silvester.